# 本多政養
本多 政養 （ほんだ まさやす、明和2年（1765年）- 天保9年（1838年）） は、加賀藩の家老、人持組本多図書家第4代当主。
父は本多政康。養子は本多政守。通称は貞五郎、勘解由。家紋は「丸ノ内本ノ字」。

## 生涯
加賀藩家老本多政康の子として生まれる。寛政9年（1797年）、父の隠居により家督と知行1万300石を相続する。享和元年（1801年）、父の死去によりその隠居領700石も相続する。享和3年（1803年）、家老となる。藩主前田斉広を補佐して加賀八家を凌ぐ権勢を誇ったが、文化9年（1812年）に家老を免じられる。文政6年（1823年）、弁舌で理を非となして藩政に害を与え不忠であるとの理由で、3000石を減じられ逼塞を命じられる。後に許される。天保7年（1837年）隠居して家督を養子の政守（本家本多政成の子）に譲る。
天保9年（1838年）死去。享年74。